# Édouard de Verneuil
Philippe Édouard Poulletier de Verneuil, född 13 februari 1805 i Paris, död där 29 maj 1873, var en fransk geolog och paleontolog.
Han gjorde under flera år för geologiska studieresor i skilda delar av Europa, åtföljde därefter Roderick Murchison på dennes forskningsresa genom europeiska Ryssland och Uralbergen i början av 1840-talet. Verneuils härunder gjorda undersökningar utgör en del av det omfattande verket The Geology of Russia in Europe and the Ural Mountains (1845). Efter en resa i USA publicerade han Parallélisme des roches des dépôts paléozoïques de l’Amérique septentrionale avec ceux de l’Europe (1847). Särskilt betydelsefulla var hans bidrag till kännedomen om Spaniens geologi. Han tilldelades Wollastonmedaljen 1853.